# Slaget om Midgård – Härskarringen
Slaget om Midgård – Härskarringen är ett strategispel till PC skapat 2004 av EALA (EA, Los Angeles), en del av Electronic Arts.
Spelet är en del av filmlicensen till filmtrilogin om Härskarringen.
Spelmotorn bygger på samma spelmotor som i Command & Conquer: Generals.

## Handling
Man leder antingen de onda eller goda ut i strid.
Man styr Brödraskapet, Rohan och Gondor i de godas kampanj och Mordor och Isengård i de ondas kampanj.
Spelet består av två huvudlägen: Den levande världskartan och stridsläget.
Erövra en region och flytta sedan till en annan region.
- Man bygger sin bas eller byggnad på bestämt område som man erövrat.
- Skapa hjältar.
- Utöva magi.

## Ringarnas Herre: Slaget om Midgård II
Huvudartikel: Ringarnas Herre: Slaget om Midgård II
En uppföljare till spelet släpptes 2006. Spelet använder en utökad licens som även omfattar böckerna och inte bara filmerna.